# Campyloneurum lorentzii
Campyloneurum lorentzii là một loài thực vật có mạch trong họ Polypodiaceae. Loài này được (Hieron.) Ching miêu tả khoa học đầu tiên vào năm 1940.